# 노끈

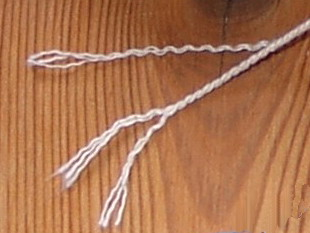
실을 구성하는 가닥을 보여주는 노끈

노끈은 2개 이상의 가는 실가닥이 꼬여서 엮이고 (꼬임), 다시 함께 꼬여 (합사) 만들어진 튼튼한 실가닥, 가벼운 구조물의 끈 또는 코드이다. 가닥들은 꼬이는 방향과 반대 방향으로 합사되는데, 이는 코드에 비틀림 강도를 더하고 풀리지 않도록 한다. 이 과정을 역감기(reverse wrap)라고도 한다. 노끈을 만드는 데 사용되는 것과 동일한 기술은 더 얇은 실가닥, 실, 그리고 일반적으로 3개 이상의 가닥으로 더 강하고 두꺼운 밧줄을 만드는 데도 사용된다.
노끈 제조에 사용되는 천연 섬유로는 모섬유, 면섬유, 사이잘 삼, 황마포, 대마, 헨네켄, 종이, 코이어 등이 있다. 다양한 합성 섬유도 사용된다. 노끈은 현대 공예에서 인기 있는 재료이다.

## 선사 시대

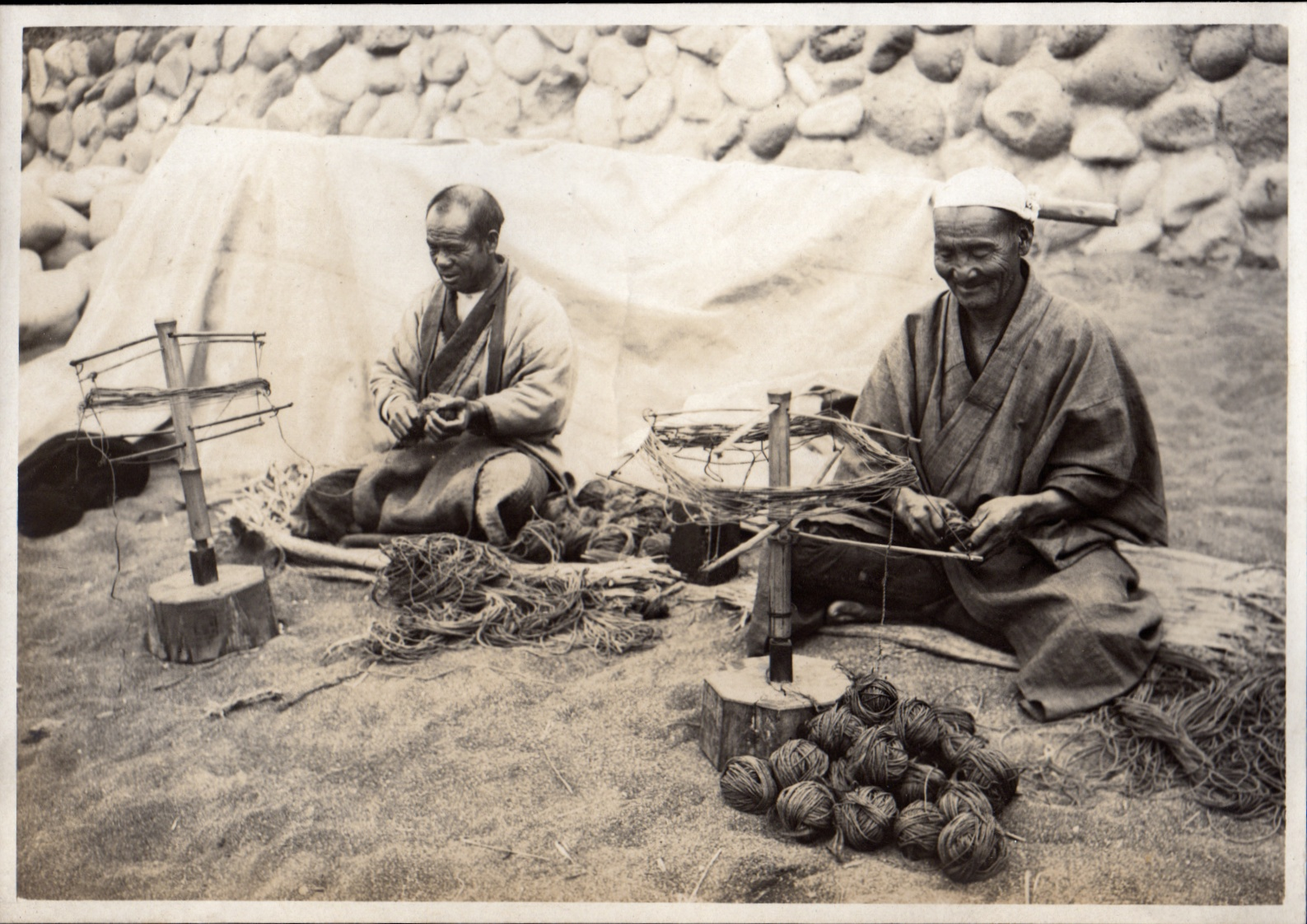
노끈을 만드는 남자들. 일본, 1915

노끈의 발명은 초기 인류에게 석기 도구의 발달만큼이나 중요했다. 실제로 엘리자베스 웨일랜드 바버는 구성 섬유보다 훨씬 더 강하고 길게 만들 수 있는 노끈의 발달을 "끈 혁명"이라고 불렀다. 노끈은 화살, 창, 작살 및 기타 도구에 촉과 칼날을 고정하고 덫, 가방, 아기띠, 어망 및 사냥 그물, 해상 장비를 만드는 데 사용할 수 있었으며, 장작을 확보하고, 물건을 운반하고, 텐트와 쉼터를 고정하는 것은 말할 것도 없다. 노끈은 직물 및 밧줄 제작의 기초이다. 노끈은 인간을 포함한 동물 털, 힘줄, 그리고 식물 재료로 만들어졌는데, 종종 식물의 관다발 조직(즉, 인피섬유)으로 만들어졌지만, 나무껍질과 심지어 씨앗 솜(예: 밀크위드)으로도 만들어졌다. 그러나 석기나 금속 도구와 달리 대부분의 노끈은 시간이 지나면서 거의 보존되지 않는 부패하기 쉬운 재료로 만들어졌기 때문에 고고학적 기록에서 찾아보기 어렵다. 사실, 고대 구슬의 발견과 해상 여행이 적어도 6만 년 전에 시작되었다는 사실은 "끈 혁명"이 후기 구석기보다 훨씬 더 일찍 일어났을 수 있음을 시사한다. 남아프리카에서는 약 58,000년 전에 식물성 노끈이 석촉의 자루를 고정하는 데 사용되었다.
구석기 시대의 노끈 잔해가 몇 군데에서 발견되었다. 조지아의 주주아나 동굴(3만 년 전), 이스라엘의 오할로 II 유적(1만 9천 년 전), 그리고 프랑스의 라스코 동굴(1만 7천 년 전)에서 발견되었다. 2016년에는 4만 년 전으로 거슬러 올라가는 세 개의 구멍이 있는 조각된 매머드 상아 조각이 구석기 시대 여성 조각상과 플루트의 발견으로 유명한 홀레 펠스 유적에서 발굴되었다. 이것은 밧줄을 엮는 도구로 확인되었다. 아메리카에서는 플로리다의 윈도버 습지에서 8000년 전으로 거슬러 올라가는 노끈이 발견되었다. 프랑스 남동부 아브리 뒤 뮤라스에서 발견된 작은 노끈 조각은 약 5만 년 전으로 거슬러 올라간다.
노끈에 대한 초기 묘사는 적지만, 유라시아 전역에서 발견된 약 200개의 베누스상 중 하나는 "끈 치마"(2만 5천 년 전의 레스푸그의 비너스)를 입고 있는 것으로 묘사되어 있다. 바버는 끈의 각 꼬임이 자세하게 조각되어 있을 뿐만 아니라, "각 끈의 아래쪽 끝이 느슨한 섬유 덩어리로 풀어지는 모습(예: 꼬인 창자나 힘줄 조각에서는 불가능함)"도 보여주고 있다고 언급한다
노끈의 선사시대 사용에 대한 다른 증거는 금속이나 도자기 및 기타 세라믹 유물에 남은 흔적에서 찾을 수 있다. 후쿠이 동굴(일본)에서는 그러한 흔적이 13,000년 전으로 거슬러 올라간다. 돌니 베스토니체 I 및 모라비아의 다른 여러 유적지에서 발견된 점토의 직조 흔적은 26,000년 전으로 거슬러 올라간다. 이는 작은 동물과 새를 사냥하기 위한 옷을 꿰매고 그물을 만드는 데 사용된 바늘 및 도구와 함께 발견되었다.
구슬, 조개껍데기, 사람의 손으로 구멍을 뚫은 동물의 이빨은 그물 추와 끈 마모 흔적이 있는 도구처럼 엮는 것의 간접적인 증거로 사용되어 왔다. 구슬 속에는 실의 잔해가 여전히 남아 있는 채로 발견되었다.

## 역사적 제조

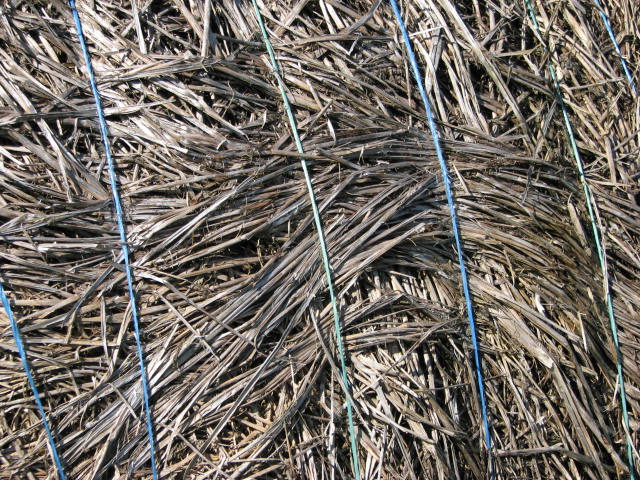
건초 더미를 고정하는 바인더 트와인

손으로 노끈을 만드는 기술이 발명된 후, 방추, 물레와 같은 섬유 생산용 실을 생산하는 다양한 도구와 방적 및 직조용 직기, 노끈 및 밧줄 제작용 도구가 개발되었다.

## 과정
엮는 과정은 코다지(cordage)에서 시작되며, 이는 섬유의 비꼬거나 꼬거나 엮은 모든 형태가 될 수 있다. 코드는 최소 하나의 재료 층을 꼬거나 여러 층을 함께 엮어 형성된다. 층의 수와 재료의 유형에 따라 코드의 유형과 구조를 명명할 수 있다. 단순 층은 단일 가닥 또는 동일한 방향으로 방적된 재료 묶음으로 만들어지는 반면, 복합 층은 여러 가닥 또는 재료 묶음을 개별적으로 꼬아서 서로 반대 방향으로 방적하여 만들어진다.
노끈이 생산되면 다른 형태의 기능, 가장 일반적으로 직물 및 바구니 공예를 생산하는 데 사용할 수 있다. 그런 다음 방적된 노끈은 두 가지 유형의 물체를 생산하기 위해 엮는 과정을 사용하여 결합된다. 이 엮는 과정의 주요 구성 요소는 씨실과 날실 또는 기초와 스티치로 알려져 있다. 다양한 기술을 사용하여 이 방법으로 생성된 물체는 고유한 구조적 장식을 가질 수도 있다. 날실의 체계적인 통과는 이미지 또는 패턴 수정 사항을 만들 수 있다. 날실 수정과 함께 염색되거나 자연적으로 색깔이 있는 재료를 사용하여 패턴을 축적할 수 있다. 짜임새 있는 물체에서는 의도적인 가닥 간격으로 인해 질감 차이가 생길 수 있다. 마지막으로 자수, 깃털, 아플리케 등 다른 보조 재료를 물체에 통합하여 추가 세부 사항을 표현할 수 있다.

## 분류
노끈으로 만든 실, 직물, 바구니와 같은 물체를 분류하는 몇 가지 주요 방법이 있다. 씨실 열의 간격은 열린 상태, 닫힌 상태 또는 이 둘의 조합으로 정의될 수 있다. 이러한 용어는 씨실 열이 서로 얼마나 가까운지와 이 의도적인 간격의 변화를 식별한다. 날실과 씨실이 상호 연결되는 방식은 다른 구성 배열을 만든다. 이러한 배열은 단순하거나 대각선이거나 둘 다일 수 있다. 마지막 주요 범주화는 씨실이 꼬인 방향에서 비롯된다. 이것은 S-꼬임 및 Z-꼬임 또는 둘 다로 표시된다. S-꼬임에서는 가닥이 왼쪽으로 꼬일 때 위로 올라오는 것처럼 보이며 Z-꼬임에서는 오른쪽으로 꼬일 때 위로 올라오는 것처럼 보인다.
인류학자들이 일반적으로 기록하는 추가 분류에는 가닥의 폭, 날실이나 씨실을 형성하기 위해 함께 사용되는 가닥의 수, 단위 센티미터당 날실과 씨실 열의 수, 그리고 씨실 열의 간격 폭이 포함될 수 있다. 준비, 구성 및 제작 방법도 매우 중요하다.

## 같이 보기
- 헤어 트위스트
- 밧줄
- 실